# Vladimír Beneš (1953)
Vladimír Beneš (* 30. července 1953 Praha) je český lékař, specializací neurochirurg, v letech 1997–2020 přednosta Neurochirurgické (později Neurochirurgické a neuroonkologické) kliniky Ústřední vojenské nemocnice v Praze a 1. LF UK.

## Život
Po maturitě roku 1971 se rozhodl pro studium všeobecného lékařství a v roce 1978 absolvoval Lékařskou fakultu Univerzity Karlovy v Plzni. V letech 1978–1997 působil na neurochirurgickém oddělení Masarykovy nemocnice v Ústí nad Labem, kde byl od roku 1996 přednostou oddělení. Roku 1982 vykonal atestaci I. stupně a o pět let později specializační atestaci II. stupně z neurochirurgie. V témže roce 1987 obhájil kandidátskou práci (CSc.) na Fakultě dětského lékařství UK na téma Experimentální poranění míchy. V akademickém roce 1988–1989 uskutečnil studijní pobyt Research Fellowship na Barrow Neurological Institution ve Phoenixu (Arizona).
Na 2. LF UK v roce 1993 obhájil habilitační řízení (docent) prací na téma Chirurgie mozkových aneurysmat. V říjnu 1997 pak byl jmenován přednostou Neurochirurgické kliniky 1. LF UK a ÚVN v Praze. Tuto pozici zastával do roku 2020. Roku 1998 završil obhajobu doktora věd (DrSc.) dizertační prací Arteriovenozní malformace mozku. Kromě problematiky mozkových aneurysmat a arteriovenózních malformací se specializuje také na nejsložitější mozkové nádory. V roce 2002 se stal profesorem na Univerzitě Karlově v Praze (inaugurační přednáška Chirurgické a intervenční léčení ischemie mozku).
Působí také ve funkci předsedy České neurochirurgické společnosti a v letech 2011–2015 byl prezidentem Evropské asociace neurochirurgických společností. Od roku 1998 zároveň vede subkatedru neurochirurgie na Institutu postgraduálního vzdělávání ve zdravotnictví (IPVZ).
Jeho otec profesor Vladimír Beneš, DrSc. byl také neurochirurg, stejně jako jím je jeho syn, docent Vladimír Beneš (nar. 1979). Jeho zálibou je entomologie, čeleď střevlíkovití.

## Vyznamenání
- 2023 u příležitosti státního svátku 28. října byl vyznamenán medailí Za zásluhy  1. stupně v oblasti vědy.